# Салімов Тургунбай Костайович
Тургунбай Костайович Салімов (28 лютого 1947, селище Сталінський, тепер селище Аксу Степногорської міської адміністрації Акмолинської області, Казахстан) — радянський діяч, механізатор орендного кооперативу радгоспу «Івановський» Алексеєвського району Цілиноградської (Акмолинської) області Казахської РСР. Член ЦК КПРС у 1990—1991 роках.

## Життєпис
З 1966 по 1969 рік служив у Радянській армії.
З 1969 року — електрозварник заводу «Цілиноградсільмаш» Казахської РСР.
У 1972 році закінчив Цілиноградський автодорожній технікум Казахської РСР.
У 1972—1973 роках — шофер автобази тресту «Цілинтрансбуд» Казахської РСР.
З 1973 року — механізатор орендного кооперативу радгоспу «Івановський» Алексеєвського району Цілиноградської області Казахської РСР.
Член КПРС з 1976 року.
У 1987—1992 роках — студент Цілиноградського сільськогосподарського інституту Казахстану.
Подальша доля невідома.